# 渡部義通
渡部 義通（わたなべ よしみち、1901年〈明治34年〉7月15日 - 1982年〈昭和57年〉6月28日）は、日本の政治家、歴史学者。日本共産党衆議院議員（1期）。

## 来歴・人物
福島県出身。1921年（大正10年）明治大学に入学し、七日会（早大建設者同盟に連絡する学生団体）を結成する。明大中退後、1927年（昭和2年）、日本共産党に入党。翌年、三・一五事件で検挙され、これを契機に日本古代史研究をはじめた。1946年（昭和21年）、民主主義科学者協会幹事長に就任。唯物論的立場から「日本母系時代の研究」、「日本原始社会史」、「日本古代社会」、「古事記講話」などを著した。戦前に早川二郎らとの間で交わされた古代史論争は、主にアジア的生産様式論争及び奴隷制論争として展開されたが、特に奴隷制論争に関しては論争を主導した。
1949年（昭和24年）1月23日執行の第24回衆議院議員総選挙に埼玉県第1区から立候補し、30,311票を得て当選する。同年から1951年（昭和26年）まで大塚久雄、平野義太郎と『社会構成史体系』の編集にあたる。衆議院議員を1期務め、1952年（昭和27年）の第25回衆議院議員総選挙は不出馬。
1964年（昭和39年）、党内民主主義を要請して、日本共産党から除名された。

## 家族
- 妻・渡部暢子 ‐ 栗原基の娘で栗原佑の妹。義通が三井礼子と親しくなったため、戦後別居[6]。
- 妻・三井禮子 ‐ 三井高棟〔三井家総領家当主〕の四女[7]。三井高篤の元妻。